# East Angus
East Angus – miasto w Kanadzie, w prowincji Quebec, w regionie Estrie i MRC Le Haut-Saint-François. Nazwa miasta pochodzi od nazwiska Williama Angusa, szkockiego przemysłowca, który zbudował tutaj tartak. Początkowo miasto było w większości anglojęzyczne, jednak napływ franko-kanadyjskich osadników w przeciągu XX wieku zamienił East Angus w miasto dominująco francuskojęzyczne.
Liczba mieszkańców East Angus wynosi 3 357. Język francuski jest językiem ojczystym dla 94,2%, angielski dla 5,0% mieszkańców (2006).